# Toby Harries
Toby Harries, född 30 september 1998 i London, är en brittisk friidrottare som tävlar i kortdistanslöpning.

## Karriär
Toby Harries ingick i det brittiska stafettlag på 4 x 400 meter som kvalificerade sig för finalen och som där tog brons vid OS 2024.